# Московський інститут електронної техніки
Національний дослідницький університет «Московський інститут електронної техніки» (МІЕТ) — російський технічний університет в галузі електроніки, інформаційних та комп'ютерних технологій, один з 29 національних дослідницьких університетів. Заснований у 1965 році; територіально розташований у Зеленограді.
Видає наукові журнали «Вісті вищих навчальних закладів. Електроніка» (з 1996 року) та «Економічні та соціально-гуманітарні дослідження» (з 2014 року).

## Історія
Заснований 26 листопада 1965, проте офіційною датою народження вважається 9 грудня 1965, коли відповідна постанова Ради міністрів СРСР була виконана міністерствами вищої і середньої спеціальної освіти СРСР і РРФСР .
У січні 1966 року виконувачем обов'язків ректора став професор Московського гірничого інституту Єршов Леонід Вікторович. У квітні інституту було виділено кілька квартир в одному з корпусів у 1-му мікрорайоні для організації адміністрації та прийому перших викладачів, і розпочато будівництво першої будівлі (школи) у Північній промисловій зоні. У серпні на посаду ректора МІЕТ було призначено колишнього декана приладобудівного факультету МВТУ імені Баумана професора Леоніда Миколайовича Преснухіна, а для заселення іногородніх студентів виділено один із корпусів гуртожитку будівельників на вулиці Юності (нині студмістечко МІЕТ).
1 вересня 1966 — стало першим 1 вересня нового вишу. Першокурсниками стали 250 осіб, ще 35 осіб стали студентами другого курсу — переважно це були жителі міста Зеленограда, які закінчили перший курс в інших вишах. Заняття проводилися на другому поверсі школи, що ще добудовувалася, і в гуртожитку.
У 1967 році розпочато будівництво основного комплексу будівель інституту, під який було виділено майданчик у Південній промисловій зоні міста. Архітекторами комплексу стали Фелікс Аронович Новіков та Григорій Юхимович Саєвич, інженером-конструктором — Юрій Іонов. Навчальні корпуси, бібліотека, клуб та спорткомплекс побудовані з червоної цегли та об'єднані переходами в одне мікромісто. Є версія, що при проєктуванні комплексу було закладено окремі ідеї комплексу Гельсінського політехнічного університету, побудованого в 1954—1969 роках за проєктом архітектора Алвара Аалто. Водночас один із архітекторів комплексу МІЕТ — Фелікс Аронович Новіков — називає цю версію міфом.
У тому ж році формуються перші факультети — фізико-технічний (ФТ, проєктування та технології виробництва інтегральних мікросхем), мікроприладів та технічної кібернетики (МПіТК, проєктування електронних та обчислювальних систем), фізико-хімічний та електронного машинобудування (ФХіЕМ, матеріали, технології та обладнання) для електронної промисловості), а також вечірній.
У 1969 році був введений в експлуатацію навчальний корпус № 3 (молодші курси та загальноосвітні кафедри), а в 1970 році — корпус № 4 (старші курси та випускові кафедри); в результаті інститут зміг повністю переїхати на власні площі. У 1971 році після введення в експлуатацію корпусу № 1 (адміністрація, бібліотека та великі потокові лекторії) та корпусу № 2 (клуб з актовою залою та їдальня) будівництво комплексу інституту було в основі завершено, і 27 грудня на урочистому відкритті комплексу інституту було вручено символічний ключ. При цьому, у перші ж роки експлуатації першого корпусу було виявлено, що обране архітекторами рішення для даху першого корпусу сприяє штучному накопиченню дощової води та снігу та разом з порушенням гідроізоляції через використання матеріалів з різними коефіцієнтами теплового розширення призводить до систематичних протікань.
Художнє оформлення зовнішніх стін бібліотеки у вестибюлі головного корпусу було виконано 1974 року скульптором Ернстом Невідомим у вигляді величезного (970 м², на всі чотири стіни) білого барельєфа «Становлення людини розумної».
У 1972—1973 навчальному році в інституті навчалося близько 6000 студентів, а також працювало близько 400 викладачів з яких 30 були професорами та докторами наук, а ще близько 200 були доцентами та кандидатами наук.
11 березня 1984 року інститут був нагороджений Орденом Трудового Червоного Прапора «за заслуги у створенні спеціальної техніки та у справі підготовки висококваліфікованих спеціалістів».
В 1992 інститут отримав статус технічного університету і найменування Московський державний інститут електронної техніки (технічний університет) .

Класична МІЕТ- осцилограма

Офіційний герб МІЕТ

У 2000 році університет на додаток до свого класичного логотипа — МІЕТ- осцилограма — отримав власний герб, розроблений РГО «Академія російської символіки „Марс“».
У 2010 році МІЕТ отримав статус національного дослідницького університету.
У 2017—2019 роках в університеті було проведено реформу організаційної структури з переходом від дворівневої системи факультетів та кафедр до однорівневої системи інститутів та окремих кафедр, підпорядкованих безпосередньо керівництву університету.

## Ректори та президенти
Ректори
- Єршов Леонід Вікторович (д.т.н., професор) — 1966 (виконувач обов'язків ректора)
- Преснухін Леонід Миколайович (член-кореспондент РАН, д.т.н., професор) — 1966–1988
- Вернер Віталій Дмитрович (д.ф.-м.н., професор) — 1988–1998
- Чаплігін Юрій Олександрович (член-кореспондент РАН[10], д.т.н., професор) — 1998–2016
- Беспалов Володимир Олександрович (член-кореспондент РАН, д.т.н., професор) — 2016 -н. в.

Президенти
- Чаплігін Юрій Олександрович (академік РАН, д.т.н., професор) — 2016 — дотепер.

Меморіальна табличка на згадку про першого ректора МІЕТ Л. М. Преснухіна на фасаді головної будівлі
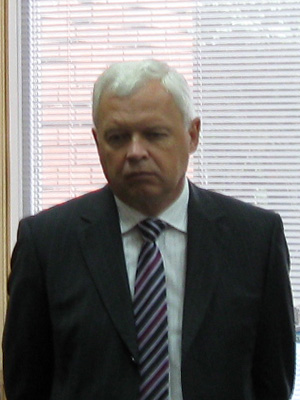
Президент МІЕТ Ю. А. Чаплигін, ректор МІЕТ у 1998—2016 роках

## Рейтинги
У 2016 році МІЕТ вперше увійшов до розширеного до 980 учасників рейтингу World University Rankings 2016—2017 журналу Times Higher Education, посівши 800+ місце і ставши одним з 24 російських вишів у даному рейтингу. Станом на 2020 рік у розширеному до 1500+ учасників World University Rankings 2021 МІЕТ займав 1001+ місце і був одним із 48 російських вишів у даному рейтингу.

## Інститути та напрями підготовки
- Інститут біомедичних систем (БМС)
  - Біотехнічні системи та технології
- Інститут високотехнологічного права, соціальних та гуманітарних наук (ВП СГН)
  - Правове забезпечення національної безпеки
- Інститут лінгвістичної та педагогічної освіти (ЛПО)
  - Лінгвістика
- Інститут міжнародної освіти (ІМВ)
- Інститут мікроприладів та систем управління (МПСУ)
  - Інформатика та обчислювальна техніка
  - Радіотехніка
  - Управління у технічних системах
- Інститут нано- та мікросистемної техніки (НМСТ)
  - Конструювання та технологія електронних засобів
- Інститут перспективних матеріалів та технологій (ПМТ)
  - Наноматеріали
  - Матеріалознавство та технології матеріалів
  - Техносферна безпека
- Інститут системної та програмної інженерії та інформаційних технологій (СПІНТех)
  - Прикладна інформатика
  - Програмна інженерія
  - Управління якістю
- Інститут фізики та прикладної математики (ФПМ)

- Військовий навчальний центр (ВУЦ)

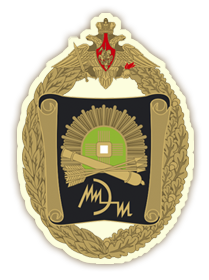
Емблема військового навчального центру МІЕТ

  - військово-облікові спеціальності військ ППО Сухопутних військ[11]

- Напрями підготовки та спеціальності, що реалізуються поза інститутами
  - Дизайн
  - Інфокомунікаційні технології та системи зв'язку
  - Інформаційні системи та технології
  - Інформаційна безпека
  - Менеджмент
  - Прикладна математика
  - Електроніка та наноелектроніка